# 2008 en Lorraine
Chronologie de la Lorraine
- 2004
- 2005
- 2006
- 2007
- 2008
- 2009
- 2010
- 2011
- 2012

Cette page est une liste d'événements qui se sont produits durant l'année 2008 en Lorraine.

## Éléments de contexte
- En 2006, 2007, 2008 et 2010, Nancy a été élue « ville la plus agréable de France » par le magazine Le Nouvel Observateur.
- Restructuration militaire, en Moselle en particulier[1].

## Événements

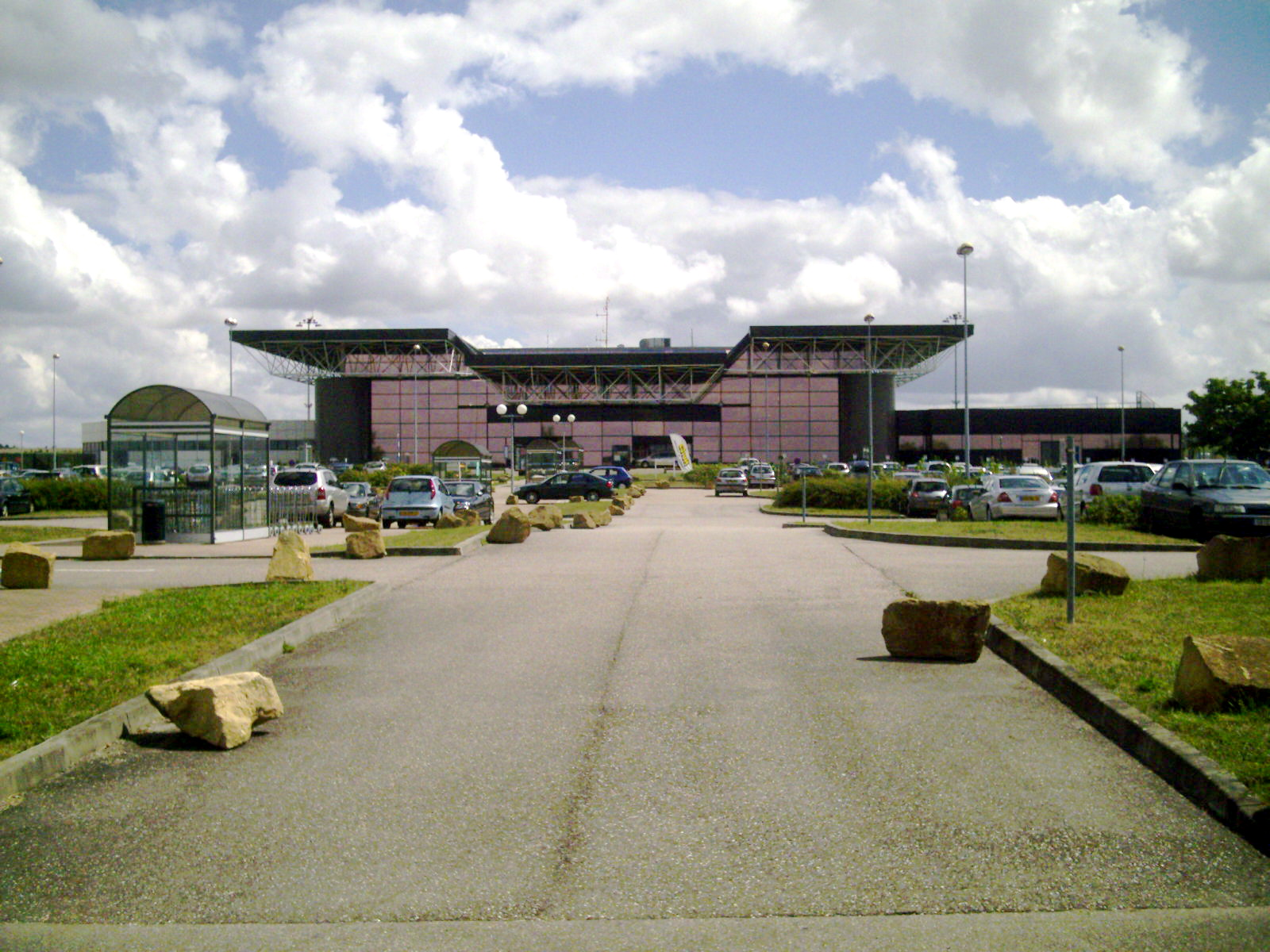
Parkings et terminal de l'aéroport de Louvigny.

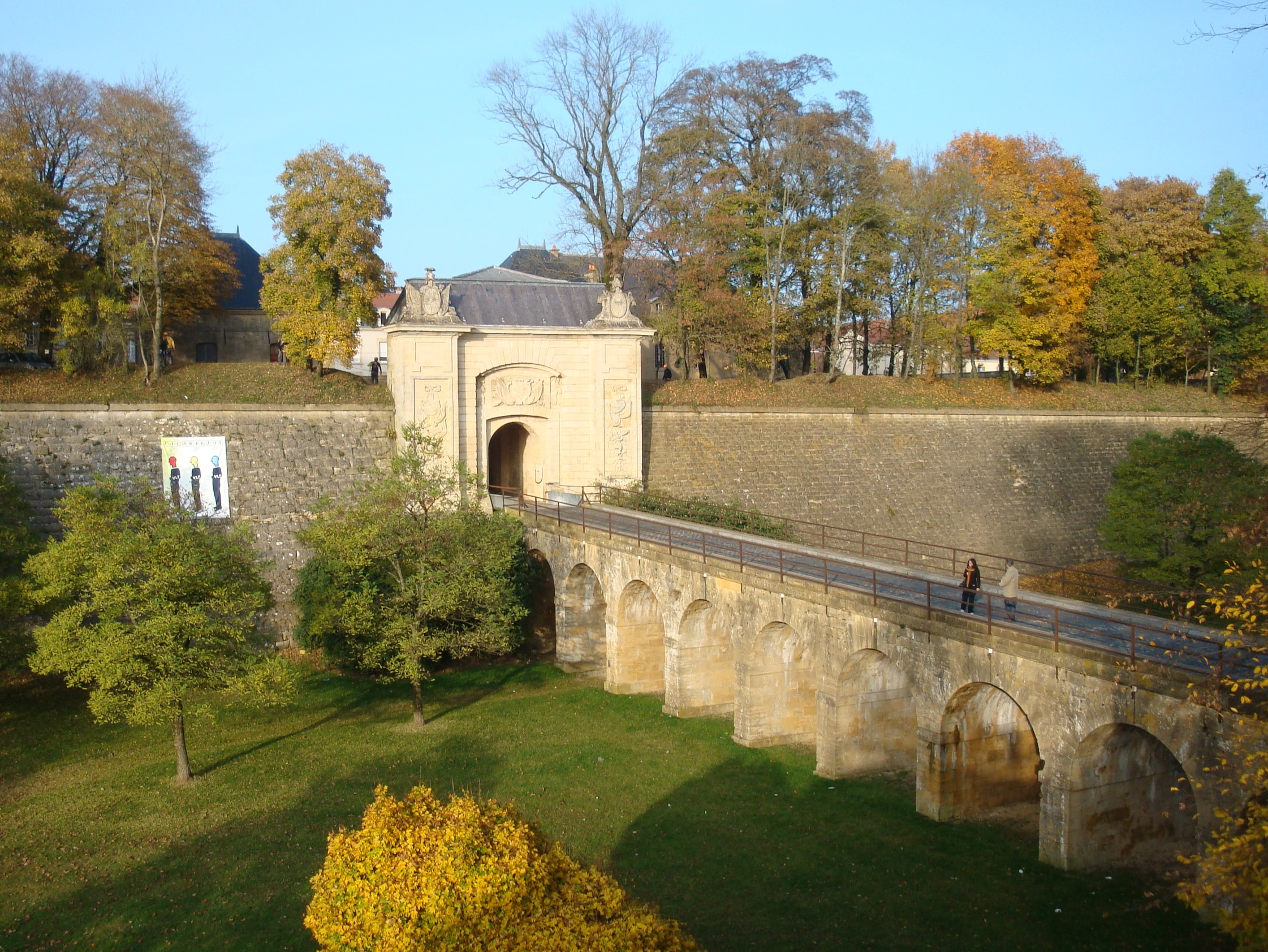
La porte de France à Longwy

- Pierre-Jean Peltier, remporte la médaille de bronze du quatre de couple avec ses coéquipiers, en aviron aux Jeux Olympiques de Pékin. Julien Absalon remporte deux titres, comme en 2004. Julien Bontemps remporte une médaille d'argent[2].
- Germain Chardin et Benjamin Rondeau, rameurs nés dans la Meuse, décroche le bronze olympique[3].
- La cour des comptes a remis en cause la pertinence de l’aéroport de Louvigny, qui est venu doubler trois plates-formes préexistantes, plus proches des villes de Nancy, Metz et Epinal[4].
- Sortie de Il y a longtemps que je t'aime, film franco-canadien réalisé par l'écrivain Philippe Claudel. Il s'agit du premier film du réalisateur. Le film a été tourné dans le département de Meurthe-et-Moselle (quartier de Saurupt à Nancy) au cours de l'été 2007. Il est dédié à la mémoire de Roger Viry-Babel décédé le 15 mai 2006.
- Création des Éditions Sans-Détour, éditeur français de jeux de rôle et de jeux de société dont les bureaux sont situés à Nancy[5],[6].
- Philippe Morenvillier devient député de la 5e circonscription de Meurthe-et-Moselle après la nomination de Nadine Morano dans le gouvernement Fillon II. Durant son mandat parlementaire, il est membre de la commission des affaires sociales de l'Assemblée nationale, vice-président du groupe d'études voies navigables et transports multimodaux de l'assemblée nationale, membre de la commission spéciale de réforme de l'audiovisuel, membre du groupe d'étude internet, audiovisuel et société de l'information, membre des groupes d'amitié Allemagne, Brésil, Japon, Taïwan.
- Handball Metz Moselle Lorraine remporte le titre national de handball féminin ainsi que la Coupe de la Ligue française de handball féminin.

### Février
- Réforme de la carte judiciaire : suppression du TGI de Saint-Dié et des tribunaux d'instance de Boulay, Château-Salins, Forbach, Hayange et Longwy[7].

### Mars
- Thibault Bazin est élu maire sans étiquette de Rosières-aux-Salines[8]. Âgé de 23 ans, il est alors le plus jeune maire de France[8],[9].
- Dominique Gros est élu maire de Metz [10].

### Avril
- 22 avril : lors de sa visite à Épinal, la ministre de la Santé Roselyne Bachelot a reconnu que 5 500 personnes traitées par radiothérapie à l'hôpital Jean-Monnet entre 1987 et 2006, avaient été victimes de surirradiation[11]. Parmi ces victimes, vingt-quatre ont été très fortement irradiées pendant le traitement d'un cancer de la prostate entre mai 2004 et août 2005, et cinq sont décédées des suites des surdoses.

### Juin
- 7 juin : sixième marche des fiertés LGBT (Gay Pride) à Metz[12].
- 27 au 29 juin : 53ème Rallye de Lorraine remporté par Bertrand Pierrat et Isabelle Galmiche sur une Toyota Corolla WRC[13].

### Juillet
- Annonce de la modernisation des armées. de nombreuses casernes lorraines vont fermer, en particulier en Moselle[7].
- 7 juillet : les Fortifications de Vauban à Longwy sont inscrites sur la Liste du patrimoine mondial de l'UNESCO[7].
- 31 juillet : fermeture de la dernière mine de fer de Lorraine[14].

### Août
- Camille Cheyère est élue Reine de la mirabelle 2008, Miss Lorraine 2008 et sera élue 1re dauphine de Miss France 2009[15]

### Septembre
- Fondation du Groupe BLE Lorraine (Bloggers Lorrains Engagés), média indépendant et think tank lorrain, en réaction à l’annonce du Plan de Modernisation de la Défense française par le Premier Ministre François Fillon. Il a pour but de promouvoir la Lorraine et œuvre pour son développement économique et la valorisation de son patrimoine[16]. Le groupe se compose de plus de vingt sites sur internet. Il a la forme juridique d’une Association de droit local alsacien-mosellan[17].
- 21 septembre : élections sénatoriales françaises de 2008, aucun des 4 départements Lorrains n'est concerné.
- Début des conséquences sur les entreprises lorraines de la Crise financière mondiale de 2007-2008[7].

### Octobre
- Achat de la Base aérienne de Chambley-Bussières par la région Lorraine qui la destine à un pôle aéronautique nommé Chambley Planet'Air[7].
- 2, 3, 4 et 5 octobre : Festival international de géographie, à Saint-Dié-des-Vosges, sur le thème : Entre guerres et conflits : la planète sous tension.

### Novembre

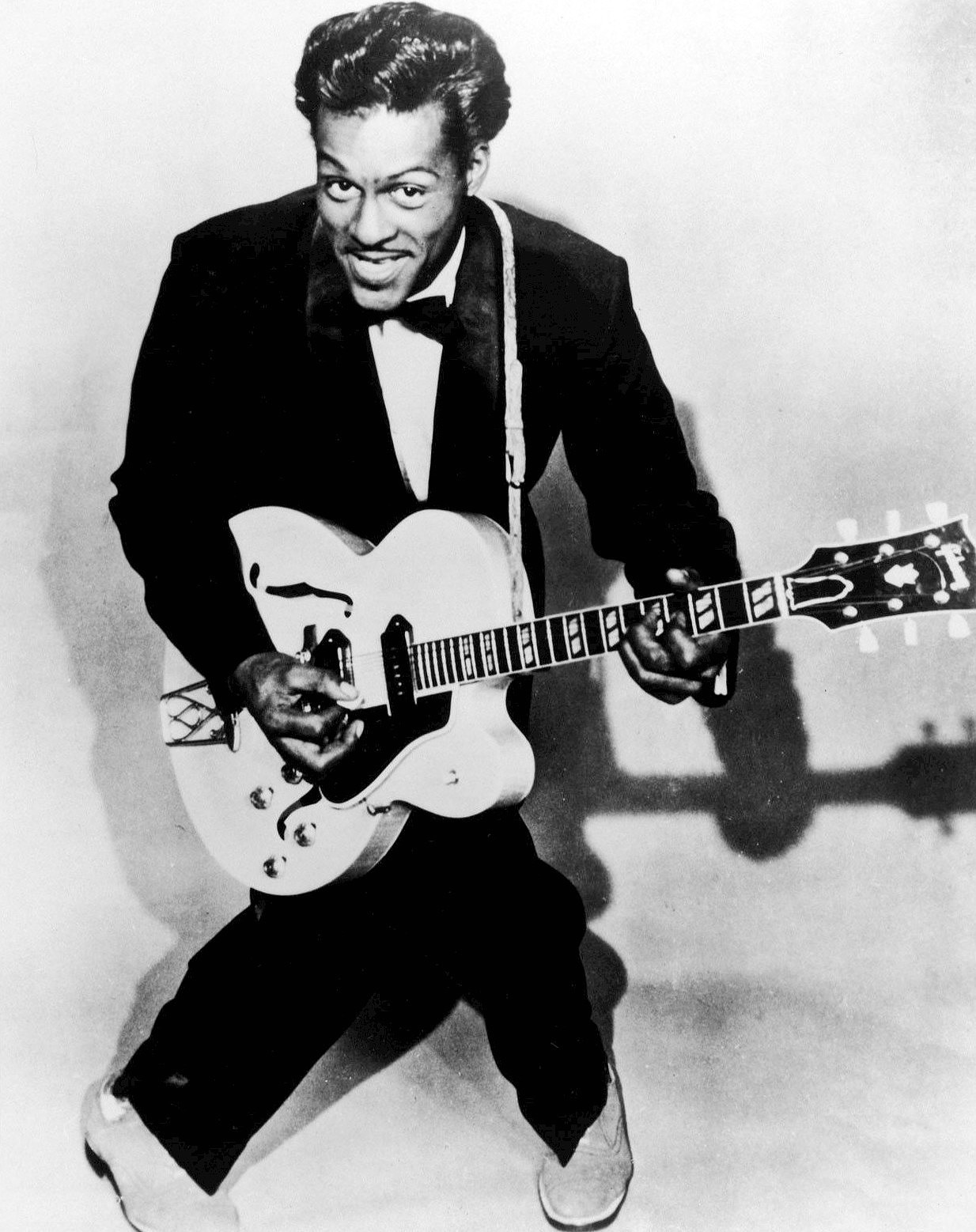
Chuck Berry en 1957

- 13 novembre : concert de Chuck Berry à Ludres[18].
- 17 novembre : Anne Grommerch, suppléante de Jean-Marie Demange, devient députée en 2008, après le suicide de celui-ci. Pour pouvoir totalement se consacrer à ses nouvelles fonctions de députée, elle fait le choix de mettre un terme à sa carrière professionnelle. À l’Assemblée nationale, Anne Grommerch est membre de la commission des affaires économiques.

### Décembre
- 31 décembre : La Liberté de l'Est disparait en fusionnant avec L'Est républicain, pour créer Vosges-Matin.

## Inscriptions ou classements aux titre des monuments historiques
- En Meurthe-et-Moselle : Prieuré de Breuil à Commercy[19], Hôtel Ferraris à Nancy[20]
- En Moselle : Église Saint-Martin d'Hayange[21]

## Décès

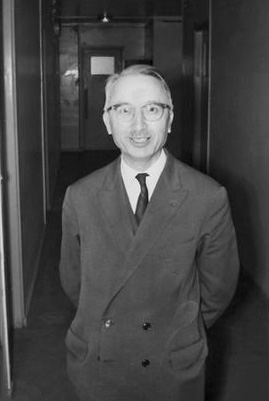
Henri Cartan

- 7 mars : Jean Laurain, né le 1er janvier 1921 à Metz, homme politique français.
- 6 avril à Hayange : Wladislas Grabkowiack, footballeur français né le 18 janvier 1927 à Mancieulles (Meurthe-et-Moselle). Ce milieu de terrain a effectué l'intégralité de sa carrière professionnelle au FC Metz.
- 5 juin à Gérardmer : Gervais Poirot[22], né le 4 mars 1942 à La Bresse (Vosges) , skieur français. Il a représenté la France en combiné nordique lors des Jeux olympiques d'hiver de 1968.
- 7 juin à Moyeuvre-Grande : Armand Nass, né le 9 janvier 1919 à Hagondange , homme politique français.
- 8 juin à Giraumont : Hubert Martin, né le 25 février 1912 à Briey, est un homme politique français.
- 13 août : Henri Cartan, né le 8 juillet 1904 à Nancy , mathématicien français. Il est le fils du mathématicien Élie Cartan et de Marie-Louise Bianconi. Il est couramment considéré comme l'un des mathématiciens français les plus influents de son époque. Il est connu pour ses travaux sur les fonctions de plusieurs variables complexes, la topologie (faisceaux, complexes d'Eilenberg-Mac Lane) et l'algèbre homologique. Il a été un des membres fondateurs du groupe Bourbaki.
- 14 novembre à Vézelise : André Drapp[23],[24], né le 12 janvier 1920 à Lunéville,  catcheur français. Il était surnommé le « Lion de Lorraine »[25] et figure parmi les vedettes du culturisme et du catch français des années 1950 à 1970[26].
- 17 novembre à Thionville : Jean-Marie Demange, né le 23 juillet 1943 à Toulouse, est un homme politique français, membre de l'Union pour un mouvement populaire (UMP).
- 23 novembre à Nancy : Henri Bataille, né le de 25 septembre 1908 à Vaucouleurs, historien et archéologue français, spécialiste de Jeanne d'Arc.
- 12 décembre : Madeleine Cheminat est une actrice française, née le 26 mars 1908 à Nancy (Meurthe-et-Moselle).